# مجموعات جوجل
مجموعات جوجل هي خدمة من جوجل التي تدعم مجموعات النقاش، بما في ذلك مجموعات أخبار يوزنت كثيرة، التي تقوم على المصالح المشتركة. العضوية في مجموعات جوجل مجانية والعديد من المجموعات غير معروفة. ويمكن للمستخدمين البحث عن مجموعات النقاش ذات الصلة باهتماماتهم والمشاركة في المحادثات المترابطة، سواء من خلال مواقع على شبكة الإنترنت أو عن طريق البريد الإلكتروني.و يمكن للمستخدمين أن يبدأوا أيضا مجموعات جديدة. مجموعات جوجل أيضا تتضمن أرشيف أخبار يوزنت الإعلانية التي يعود تاريخها إلى عام 1981، وتدعم القراءة والنشر لمجموعات يوزنت.ويمكن للمستخدمين أيضا إعداد ارشيف للمحفوضات البريدية لقوائم البريد التي تتواجد في مكان آخر.

## تاريخها
في شباط / فبراير 2001، اكتسبت جوجل ديجا نيوز، التي وفرت محرك البحث للوصول إلى أرشيف مقالات أخبار يوزنت. مما مكن المستخدمين الوصول إلى أخبار يوزنت من خلال واجهة جديدة لمجموعات جوجل. وبحلول نهاية عام 2001استكمل الأرشيف مع أرشفة الرسائل الأخرى التي يعود تاريخها إلى 11 مايو 1981. هذه المشاركات القديمة 1981-1991 تم التبرع بها لجوجل من قبل جامعة غرب أونتاريو استنادا إلى محفوظات هنري سبنسر من جامعة تورونتو. وبعد وقت قصير، أصدرت جوجل نسخة جديدة، مما يسمح للمستخدمين خلق مجموعات خاصة بها (غير يوزنت).
في شباط / فبراير 2006، عدلت جوجل واجهة مجموعات جوجل، مضيفة حسابات المستخدمين وتقييم المشاركات.
في وقت بين 2008و2009 بدأت جوجل إزالة وفرض رقابة على كامل مجموعات يوزنت في الفئة البديلة.

## انواعها
تقدم جوجل نوعين متميزين من المجموعات: مجموعات يوزنت التقليدية، ومجموعات غير مجموعات يوزنت التي هي اشبه بالقوائم البريدية. النوع الأخير هو النوع الذي لا يمكن الوصول إليها إلا عن طريق شبكة الإنترنت أو عن طريق البريد الإلكتروني، وليس حسب NNTP. واجهة مستخدمي مجموعات جوجل تساعد على عدم إعطاء اسم مميز للمجموعات البريدية، في إشارة إلى كل من أساليب المجموعتين باسم «مجموعات جوجل».
جوجل تتعرف على X-No-Archive وتعرض الرسائل التي تحتوي على ذلك لمدة سبعة أيام فقط، وبعد ذلك تصبح المادة غير متوفرة للجمهور. جوجل تتعرف أيضأعلى «-- توقيع يوزنت» محدد، وتزيل مساحة كبيرة في النهاية وبالتالي، لا يمكن إضافة توقيعات يوزنت السليمة إلى المقالات التي نشرت عن طريق مجموعات جوجل.

## ميزاتها
مجموعات البحث
مجموعات البحث تضم في نتائجها المجموعات العامة. البحث يبرز المشاركات التي تطابق مع معظم البحث، وإذا تطابقت أي مجموعة، سيتم عرضها في الجزء العلوي من النتائج مع وصلة إلى دليل مجموعات الصور.
حسابات المستخدمين
ويمكن للمستخدمين خلق الملامح العامة التي ترتبط مع مشاركاتهم.
تقييم المشاركات
يمكن للمستخدم التقييم من1الى 5 من أصل 5 نجوم. ويستند تققيم المشاركات على معدل جميع تقييمات المستخدمين التي تحصل عليها، ويقوم التصويت على معدل جميع التقييمات في الموضوع. لا يمكن للمستخدمين تقييم مشاركاتهم.
اخطاء البريد الإلكتروني
لمنع المتطفلين والمحتالين من حصاد البريد الإلكتروني من مجموعة، تمحي جوجل كل البريد الإلكتروني على واجهة الشبكة العالمية عن طريق الاستعاضة عن ما يصل إلى 3 أحرف أخيرة من المستخدم مع ما لا يقل عن ثلاث نقاط. لعرض عنوان بريد إلكتروني كامل، يجب على المستخدم الرد على كلمة التحقق. وتمحى عناوين البريد الإلكتروني عند عرض مجموعة صور أو أخبار يوزنت من خلال واجهة الويب، وعندما لا تتلقى رسائل من الأعضاء عن طريق البريد الإلكتروني، أو عندما يتم توزيع مواديوزنت إلى خوادم أخرى. مجموعات جوجل لا تسمح للمستخدمين بتعتيم عناوين البريد الإلكتروني الخاصة بهم.
صفحات المجموعة على شبكة الإنترنت
في الإصدار الأولي في 5 أكتوبر 2006، قدم موقع جوجل صفحات المجموعة التي يمكن تحريرها من قبل أعضاء المجموعة أو مديري الفريق. صفحات يمكن ربطها مع بعضها البعض ويحتفظ جوجل إصدارات مشابهة للصفحات لويكي. ويمكن لأعضاء الفريق أيضا مناقشة الصفحات. تمت ترقيتة هذه الميزة من الحالة الولية في 24 يناير 2007.مجموعة الصفحات يمكنها أيضا تخزين الملفات للتحميل، ولكن في 7 يونيو 2010، اعلنت جوجل توقيف تحميل الملفات المضغوطة من صفحات المجموعة مؤقتا، يزعم بسبب بعض القضايا مع البرمجيات الخبيثة.

## مجموعات جوجل الرسمية
وقد خلق جوجل عدة مجموعات رسمية مساعدة لبعض الخدمات التي تقدمها، مثل بريد جوجل. في هذه المجموعات، يمكن للمستخدمين طلب الإجابة عن سؤال حول خدمة جوجل ذات الصلة. كل مجموعة لديها ممثل لجوجل الذي يستجيب أحيانا على الاستفسارات. ممثلي جوجل دائما يمتلكون حرف G أزرق في الأسماء المستعارة الخاصة بهم.
بعض المجموعات الرسمية تضم:
- منتدى مجموعات جوجل للمساعدة: كانت مجموعة رسمية حتى 2 أغسطس 2010، ارشفت وجعلت (للقراءة فقط).
- مصمم الصفحات من جوجل: مجموعة رسمية للمساعدة على تصميم الصفحات.

وهناك مجموعات أخرى مثل:
- منتدى خرائط جوجل.
- منتدى بحث جوجل.
- منتدى للتحدث مع الاخرين.
- منتدى للمساعدة.

## النقد
الراحل لي Rizor، المعروف أيضا باسم «Blinky القرش،» بدأ بتحسين مشروع يوزنت، وهو المشروع الذي وجهت انتقادات شديدة من مجموعات جوجل ومستخدميها. ويهدف المشروع إلى «جعل يوزنت مشاركة أفضل الخبرات.» واتهموا مجموعات جوجل بتحويل العين المياء إلى «موجة متزايدة من البريد المزعج» من ملقمات وبتشجيع من سبتمبر الخالدة "lusers" و«امرز» قادمة في مجموعات أنشئت بشكل جماعي.مشروع تحسين يوزنت يقدم أمثلة عديدة لمنع killfile من محي الرسائل المرسلة من قبل المستخدمين في مجموعات جوجل.
يوم 16 أكتوبر 2003، بعث جون وايلي وأولاده برسالة إلى جوجل بعد اكتشاف هذا النص من كتاب حقوق الطبع والنشر التي نشرت أتيحت للتحميل على مجموعات جوجل.

## انقطاع التيار
لمدة أسبوع تقريبا اعتبارا 19 أغسطس،2009، مجموعات جوجل لم ترسل مواد جديدة إلى مجموعات يوزنت الخاضعة للإشراف، مما تسبب في انخفاض شديد في حركة المرور في تلك المجموعات. وحدث انقطاع التيار الثاني من نوعه من 16-23 سبتمبر 2009. واعترف ممثل جوجل بالمشكلة في 22 سبتمبر 2009 في بيان نشر على المنتديات مساعدة جوجل.
منذ 24 نوفمبر 2009، وانقطاع التيار لا يزال قائم على مجموعات جوجل. صفحات تضيع لحظة نشرها وإعلامات البريد الإلكتروني والعائد على كسر الروابط. على الرغم من أن «شيء المكسور» منتدى الدعم الكامل من الشكاوى، إلى ان جوجل لم تعترف أو تتصرف لعلاج هذه المشكلة.

## الحظر
تم حظر مجموعات جوجل في تركيا منذ 10 أبريل 2008 بأمر من محكمة في تركيا ووفقا لصحيفة الجارديان، فإن المحكمة منعت مجموعات جوجل في أعقاب شكوى تشهير من قبل عدنان اوكطار ضد الخدمة. وكانت مجموعات جوجل الأولى من عدة مواقع ليتم حظرها من قبل الحكومة التركية في تعاقب سريع لمجردعرض المواد التي تسيءللإسلام.

## وصلات خارجية
- الموقع الرسمي